# Ekehagens forntidsby

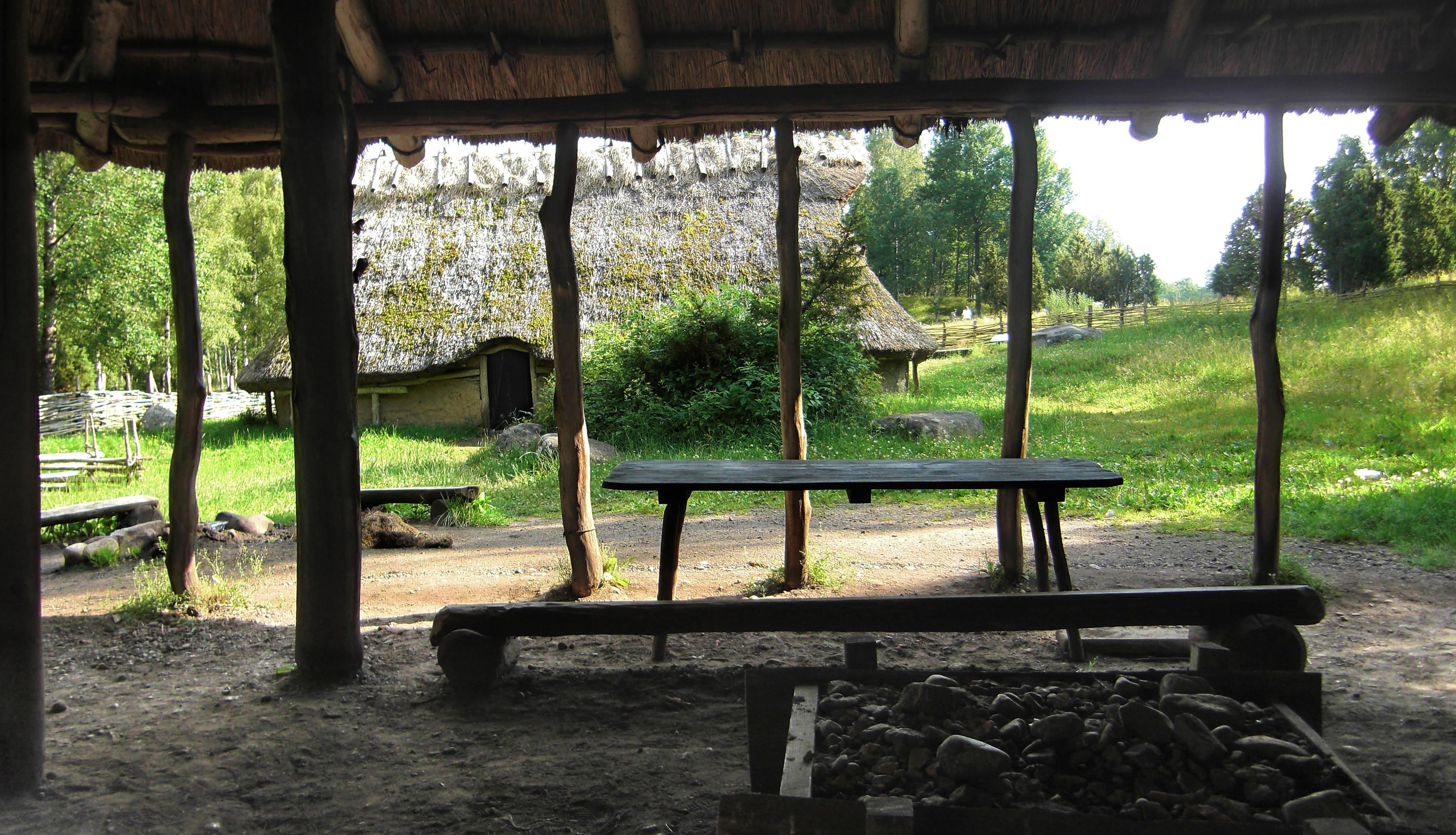
Bronsgjutarverkstaden och bronsåldershuset i Ekehagens forntidsby.

Ekehagens forntidsby är en forntidsby i Åsarp och Norra Åsarps socken i Falköpings kommun mellan Falköping och Ulricehamn. Ekehagens forntidsby anlades 1983, och många skolklasser gör utflykter dit.
Ekehagen har rekonstruerade boplatsmiljöer från jägarstenåldern, bondestenåldern, bronsåldern och järnåldern i ett ekskogsområde utefter Ätrans strand. Forntidsbyn har även vildsvin, fritt strövande djur av gamla raser och växter från forntida matlagning och läkekonst. Här kan man sova över natten i ett bronsåldershus, järnåldershus, eller i ett stenåldershus. Besökarna kan också paddla i stenålderskanoter av trä i floden som rinner mitt i byn. Ekehagens forntidsby är Nordens största. Guiderna som berättar om byn är utklädda i tidsenliga dräkter. Här finns hus med äkta flintastenar. I shoppen finns havsnötter som man åt förr, det finns halsband och annat. I byn finns fällor som man använde förr i tiden: rävfälla, älgfälla och mårdfälla. Ungefär en mil från Falköping ligger denna by. När man kommer dit som klass så finns det undervisning i hur man grillade köttet, lagade soppa och kött på stenar. Även smakprov kan ges. 
Området med Ekehagens forntidsby är i sig gammalt. Mängder av inte utprickade eller markerade fornlämningar finns överallt i dess område, och det finns en runsten från vikingatid i forntidsbyns reception. Runstenen är starkt skadad, och det enda man idag kan urskilja av texten är orden "reste stenen", och den kom till platsen av en slump. Stenen kom dit år 1996 som tänkt byggnadsmaterial till järnåldershuset, varpå någon såg underliga mönster i stenen, som visade sig vara runor. I området finns dessutom ett flertal stensättningar med mera, merparten så skadade att inget kan ses av dem idag.

## Galleri

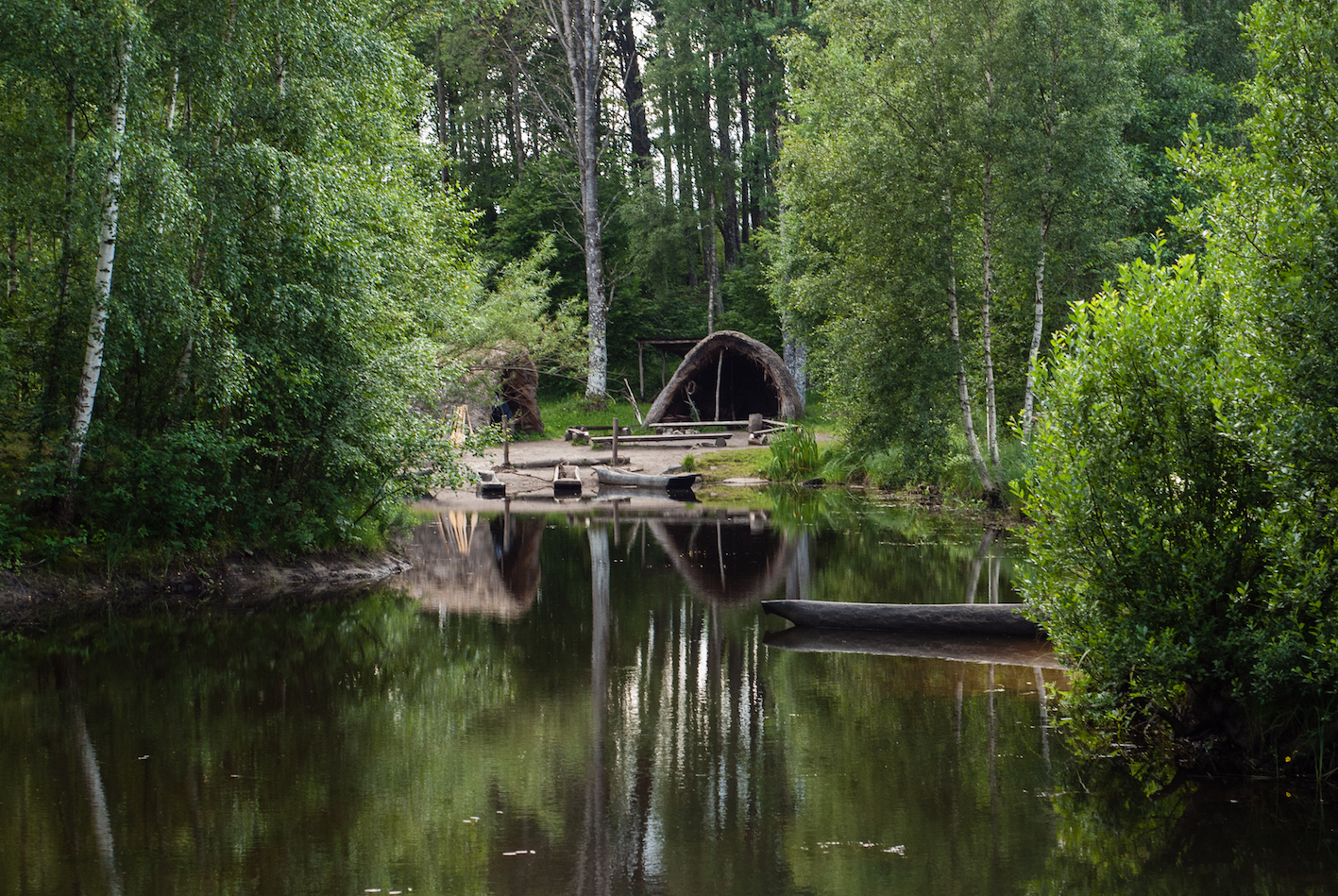
Rekonstruerad lägerplats.